# 安徽海螺集团
安徽海螺集团有限责任公司（英文：Anhui Conch Group Co., Ltd，简称海螺集团），是安徽省人民政府授权安徽省人民政府国有资产监督管理委员会管理的安徽省属国有企业，公司主营业务包括水泥制造、化学建材、节能环保、国际贸易、酒店餐饮等，旗下控股经营海螺水泥（港交所：914，上交所：600585)和海螺型材（深交所：000619）两家上市公司。2019年安徽海螺集团以284.99亿美元的营业收入首次迈进财富世界500强榜单，位列第441位。

## 历史
海螺集团前身是1978年成立的“安徽省宁国水泥厂”，“海螺”名称亦来自宁国水泥厂“海螺”牌水泥商标。1994年，宁国水泥厂于芜湖市经济技术开发区组建芜湖海螺塑料型材有限公司。1995年9月，以宁国水泥厂为主体，安徽省建设投资公司与铜陵市建设投资公司共同出资，组建安徽铜陵海螺水泥有限责任公司。1996年9月，并购芜湖白马山水泥厂。1996年8月24日，安徽省人民政府在宁国水泥厂的基础上组建成立安徽海螺集团有限责任公司，授予国有资产经营权。

## 子公司
海螺集团现有全资、控股子公司6家：
- 海螺设计院
- 海螺信息工程公司
- 芜湖海螺国际大酒店
- 英德海螺国际大酒店
- 安徽海螺水泥股份有限公司
- 芜湖海螺型材科技股份有限公司